# Elephas beyeri
Elephas beyeri — вымерший вид слонов из среднего плейстоцена. Его назвали в честь антрополога Henry Otley Beyer. Типовой экземпляр был обнаружен на острове Кабарруян на Филиппинах, но затем утерян.
Elephas beyeri был карликовым слоном ростом около 1,2 м в плечах. Фон Кенигсвальд предположил, что эти карликовые слоны были потомками Elephas namadicus (Palaeoloxodon). Фон Кенигсвальд считал, что эти животные перешли из материковой Азии на Филиппины через сухопутный мост, включавший Тайвань. Это все еще дискуссионный вопрос, но исследование 2021 показало доказательства такой возможности. Кроме пропавшего типового образца, еще одна окаменелость вида найдена в 2001 году на том же месте. Остальные возможные окаменелости найдены в Висайских островах и в ряде мест на Лусоне. Но непонятно, принадлежали ли они E. beyeri или E. namadicus из-за их фрагментарности и отсутствия голотипа. Можно даже утверждать, что визайские окаменелости отличались от рас слонов, живущих на Большом Лусоне.